# Broadway en folie
Pour plus de détails, voir Fiche technique et Distribution.
Broadway en folie (titre original : Diamond Horseshoe) est un film musical américain en Technicolor réalisé par George Seaton, sorti en 1945.

## Synopsis
Joe Davis, étudiant en médecine, décide de quitter l'université et de se consacrer à la chanson, malgré les réticences de son père, propriétaire du cabaret « Diamond Horseshoe ». Claire, son amie, prend alors contact avec Bonnie Collins, la vedette du cabaret, et la charge de dégouter Joe du show-business. Mais Bonnie tombe amoureuse du jeune homme…

## Fiche technique
- Titre français : Broadway en folie
- Titre original : Diamond Horseshoe
- Réalisateur : George Seaton
- Scénario : George Seaton d'après la pièce The Barker de Kenyon Nicholson, créée à Broadway en 1927, qui avait déjà été portée à l'écran en 1928 par George Fitzmaurice sous le titre The Barker, et en 933 par Frank Lloyd sous le titre Houp là.
- Photographie : Ernest Palmer
- Montage : Robert L. Simpson
- Musique : Herbert W. Spencer (non crédité)
- Direction artistique : Lyle R. Wheeler et Joseph C. Wright
- Décors : Ernest Lansing et Thomas Little
- Costumes : Sascha Brastoff, Bonnie Cashin, René Hubert et Kay Nelson
- Chorégraphe : Hermes Pan et Angela Blue (assistante)
- Producteur : William Perlberg
- Société de production : Twentieth Century Fox
- Société de distribution : Twentieth Century Fox
- Pays d'origine : États-Unis
- Langue : anglais
- Format : couleur (Technicolor) - 35 mm - 1,37:1 - Son : mono (Western Electric Recording)
- Durée : 104 min
- Genre : Film musical
- Dates de sortie : 
  -  États-Unis : 2 mai 1945 (New York)
  -  France : 29 septembre 1948

## Distribution
- Betty Grable : Bonnie Collins
- Dick Haymes : Joe Davis Jr.
- Phil Silvers : Blinkie Miller
- William Gaxton : Joe Davis Sr.
- Beatrice Kay : Claire Williams
- Margaret Dumont : Mme Standish
- Edward Gargan : le machiniste Grolan